# Tourch
Tourch település Franciaországban, Finistère megyében. Lakosainak száma 1004 fő (2022. január 1.). Tourch Coray, Elliant, Leuhan, Rosporden és Scaër községekkel határos.

## Népesség
A település népessége az elmúlt években az alábbi módon változott:
| Lakosok száma | 996  | 891  | 820  | 875  | 1014 | 1032 | 1026 | 997  | 998  | 1004 |
|               | 1968 | 1982 | 1990 | 2006 | 2013 | 2015 | 2017 | 2019 | 2020 | 2022 |